# Chasseradès
Chasseradès – miejscowość i dawna gmina we Francji, w regionie Oksytania, w departamencie Lozère. W 2013 roku populacja gminy wynosiła 151 mieszkańców. 
W dniu 1 stycznia 2017 roku z połączenia sześciu ówczesnych gmin – Bagnols-les-Bains, Belvezet, Le Bleymard, Chasseradès, Mas-d'Orcières oraz Saint-Julien-du-Tournel – utworzono nową gminę Mont-Lozère-et-Goulet. Siedzibą gminy została miejscowość Sainte-Enimie. 